# All over Now
All over Now è il primo singolo estratto dall'album dei The Cranberries In the End, pubblicato il 15 gennaio 2019.

## Descrizione
Il brano musicale è stato pubblicato a esattamente un anno di distanza dalla morte di Dolores O'Riordan, per commemorare la sua vita.
Il testo è stato scritto dalla stessa artista.

## Video musicale
Il videoclip del brano è un cartone animato. Tale scelta è stata fatta anche per non sfruttare l'immagine di O'Riordan.

## Tracce
1. All over Now (Radio edit) – 3:42